# Pedro de Valdivia
Pedro de Valdivia (Villanueva de la Serena (Badajoz), 1497 — Tucapel, Xile, 24 de desembre de 1553) fou un militar i conquistador espanyol d'origen extremeny. Fill de Pedro Oncas de Melo i Isabel Gutiérrez de Valdivia (filiació no comprovada), provenia d'una família de gentilhomes, amb una forta tradició militar.
En 1520 s'uneix a la carrera militar, prestant-li serveis a l'emperador Carles I d'Espanya, destacant la seva participació en la batalla de Pavia. També va servir en altres campanyes als Països Baixos, Flandes i Itàlia. En 1525 es casa amb Marina Ortiz de Gaete, noble dona de Salamanca, el matrimoni es va contreure en Zalamea.

## Com va arribar a Amèrica
El 1535 viatja a Amèrica, deixa la seva esposa a Espanya, a qui mai més tornaria a veure, i participa en les conquestes de Veneçuela, Saint-Domingue i el Perú. En aquest últim país va estar sota el comandament de Francisco Pizarro, on va tenir participació en la guerra civil entre els seguidors de Pizarro, a qui era lleial, i els de Diego de Almagro. La seva lleialtat al bàndol guanyador va ser fortament compensada. Val a dir que Pizarro apreciava els seus dots militars. Pizarro li va regalar les mines de Porco i propietats en la vall de la Canyella. El 1538 coneix la seva veïna, que seria el seu gran amor, Inés de Suárez amb qui primerament estableix una amistat i després un sòlid romanç. Malgrat haver acumulat una fortuna significativa, el seu esperit intranquil el va dur a iniciar un viatge a Xile en cerca de glòria i fama.

## Fundació de la ciutat Apòstol Santiago de Nova Extremadura.
El 24 de febrer de 1541, (i no el 12 de febrer com s'estipula oficialment) es va fundar la ciutat de Santiago del Nou Extrem als peus del Cerro Santa Lucia (Huelén en llengua Mapudungún), envoltada pels braços del riu Mapuchuco (Mapocho en l'actualitat). Va traçar la ciutat el Alarife Gamboa, en forma de tauler de dames, dins de l'illa fluvial, dividint el terreny en mançanes que es van assignar als primers veïns. Al traçat i formació de la ciutat li va seguir la creació del primer cabildo, basat en el sistema jurídic i institucional espanyol. Va començar a córrer la veu que els almagristas havien matat Pizarro. De ser certa la notícia, els poders de tinent governador de Valdivia quedaven caducats. Podria llavors venir una altra persona del Perú a prendre comandament de la naixent colònia i quedar en l'oblit, lliurant-li les encomanes d'indis a advenedizos.

## Valdivia és nomenat governador i Capità General de Regne de Xile.
El cabildo va considerar aquests punts i va resoldre lliurar a Valdivia el títol de Governador i Capità General en nom del Rei. Inicialment, rebutjà el títol per motius estratègics: evitar ser vist com un traïdor davant Pizarro si continuava viu. Davant l'amenaça de lliurar-l'hi a algú altre, finalment va acceptar el títol, l'11 de juny de 1541

## La naixent colònia.
Ja constituït el cabildo, on Francisco de Aguirre se li va designar alcalde al costat de Juan Jufré i regidors a Juan Fernández de Alderete, Francisco de Villagra, Martín de Solier i Gerónimo de Alderete, sent procurador Antonio de Pastrana.
El país no era considerat ric en recursos minerals com el Perú, i no tenia una mà d'obra indígena tan eficaç. Els primers temps per tant van ser durs, les cases era bastes barraques amb sostres de brancam, els solars eren al voltant d'una plaça d'armes on hi havia la casa de Pedro de Valdivia, el pla estava envoltat d'un camí de la ronda on s'apostaven sentinelles. La necessitat de tenir un contacte per mar amb el Perú va empentar a Valdivia a cercar en la costa un port adequat on hi havia boscos i aqueix lloc va ser la platja de Concón on va iniciar la construcció d'un vaixell a càrrec de 20 espanyols vinguts des de Santiago i yanaconas, entre ells venia el primer negre a trepitjar territori xilè, anomenat Juan Valent. Estant en aquests afanys Valdivia va ser requerit de tornar a Santiago per un nou intent de conspiració de Pedro Sánchez de la Hoz i hi va deixar un grup de 8 homes a càrrec de guardar les obres a la platja. Tan prompte part Valdivia, els cacics dels voltants aliats de Michimalonco, Tangalongo i Chigaimanga es van deixar caure damunt de l'obra i van matar a quasi tots els espanyols i yanaconas, solament en van escapar Gonzalo de los Rios i Juan Valiente. Valdivia va retornar a Concón amb l'esperança que no s'haguera destruït tot però hi va anar en va, ja que els indis ja havien cremat l'esquelet del buc, va fer escarment d'uns indis que va trobar en el camí i va retornar.

## Mort de Valdivia
Després de molt temps de fundar ciutats i moltes altres coses Valdivia va morir en la batalla de Tucapel on suposadament Lautaro el va matar davant el seu grup de Maputxes.